# Pedro Fernández (calciatore)
Pedro Fernández (Villa Adelina, 5 aprile 1987) è un calciatore argentino, portiere del Dep. Merlo.

## Carriera
Cresciuto nelle giovanili del Chacarita Juniors, ha esordito il 15 giugno 2009 in occasione del match pareggiato 1-1 contro il San Martín (SJ).

## Statistiche

### Presenze e reti nei club
Statistiche aggiornate al 17 aprile 2018.
| Stagione             | Squadra              | Campionato           | Campionato | Campionato | Coppe nazionali | Coppe nazionali | Coppe nazionali | Coppe continentali | Coppe continentali | Coppe continentali | Altre coppe | Altre coppe | Altre coppe | Totale | Totale | Totale |
| Stagione             | Squadra              | Comp                 | Pres       | Reti       | Comp            | Pres            | Reti            | Comp               | Pres               | Reti               | Comp        | Pres        | Reti        | Pres   | Reti0  |        |
| -------------------- | -------------------- | -------------------- | ---------- | ---------- | --------------- | --------------- | --------------- | ------------------ | ------------------ | ------------------ | ----------- | ----------- | ----------- | ------ | ------ | ------ |
| 2008-2009            | Chacarita Juniors    | BN                   | 2          | -1         | CA              | 0               | 0               |                    | -                  | -                  |             | -           | -           | 2      | -1     |        |
| 2009-2010            | Chacarita Juniors    | BN                   | 0          | 0          | CA              | 0               | 0               |                    | -                  | -                  |             | -           | -           | 0      | 0      |        |
| 2010-2011            | Chacarita Juniors    | BN                   | 0          | 0          | CA              | 0               | 0               |                    | -                  | -                  |             | -           | -           | 0      | 0      |        |
| 2011-2012            | Chacarita Juniors    | BN                   | 2          | -1         | CA              | 1               | -1              |                    | -                  | -                  |             | -           | -           | 3      | -2     |        |
| 2012-2013            | Chacarita Juniors    | BM                   | 8          | -5         | CA              | 1               | 0               |                    | -                  | -                  |             | -           | -           | 9      | -5     |        |
| 2013-2014            | Villa Dálmine        | BM                   | 6          | -7         | CA              | 1               | -1              |                    | -                  | -                  |             | -           | -           | 7      | -8     |        |
| 2014                 | Villa Dálmine        | BM                   | 13         | -11        |                 | -               | -               |                    | -                  | -                  |             | -           | -           | 13     | -11    |        |
| 2015                 | Villa Dálmine        | BN                   | 8          | -6         | CA              | 0               | 0               |                    | -                  | -                  |             | -           | -           | 8      | -6     |        |
| Totale Villa Dálmine | Totale Villa Dálmine | Totale Villa Dálmine | 27         | -24        |                 | 1               | -1              |                    | -                  | -                  |             | -           | -           | 28     | -25    |        |
| 2016                 | Chacarita Juniors    | BN                   | 21         | -12        | CA              | 0               | 0               |                    | -                  | -                  |             | -           | -           | 21     | -12    |        |
| 2016-2017            | Chacarita Juniors    | BN                   | 19         | -18        | CA              | 0               | 0               |                    | -                  | -                  |             | -           | -           | 19     | -18    |        |
| 2017-2018            | Chacarita Juniors    | PD                   | 23         | -31        | CA              | 0               | 0               |                    | -                  | -                  |             | -           | -           | 23     | -31    |        |
| Totale carriera      | Totale carriera      | Totale carriera      | 102        | -92        |                 | 3               | -2              |                    | -                  | -                  |             | -           | -           | 105    | -94    |        |